# دوشكو سافيتش
دوشكو سافيتش (بالصربية: Душко Савић)‏ هو لاعب كرة قدم صربي في مركز الوسط، ولد في 1 يوليو 1968 في يوغوسلافيا. لعب مع النجم الأحمر بلغراد ونادي سلوبودا توزلا ويونيكوس.